# Айха-форм-Вальд
Айха-форм-Вальд (нем. Aicha vorm Wald) — община в Германии, в Республике Бавария.
Община расположена в правительственном округе Нижняя Бавария в районе Пассау. Население составляет 2493 человека (на 31 декабря 2010 года). Занимает площадь 20,35 км².
Община подразделяется на 32 сельских округа.

## Население
По оценке на 31 декабря 2015 года население общины Айха-форм-Вальд составляет 2435 чел. 

| Дата      | 1840 | 1871 | 1900 | 1925 | 1939 | 1950 | 1961 | 1970 | 1987 | 2011 |
| --------- | ---- | ---- | ---- | ---- | ---- | ---- | ---- | ---- | ---- | ---- |
| Население | 1030 | 1204 | 1343 | 1419 | 1521 | 2029 | 1678 | 1788 | 2026 | 2391 |

| Год       | 1960 | 1970 | 1980 | 1990 | 2000 | 2009 | 2010 | 2011 | 2012 | 2013 | 2014 | 2015 |
| --------- | ---- | ---- | ---- | ---- | ---- | ---- | ---- | ---- | ---- | ---- | ---- | ---- |
| Население | 1562 | 1776 | 1803 | 2156 | 2376 | 2485 | 2493 | 2398 | 2405 | 2437 | 2430 | 2435 |